# أوسكار اريكسون
أوسكار اريكسون (بالسويدية: Oscar Ericson)‏ هو سياسي سويدي، ولد في 20 ديسمبر 1866، وتوفي في 3 سبتمبر 1943. حزبياً، نشط في حزب الوسط السويدي. وقد انتخب عضو البرلمان السويدي ‏.